# Heriot (Neuseeland)
Heriot ist eine kleine Siedlung im Clutha District der Region Otago auf der Südinsel von Neuseeland.

## Namensherkunft
Die Siedlung wurde vermutlich nach dem Geburtsnamen der Frau eines der ersten Siedler William Pinkerton benannt.

## Geographie
Die Siedlung liegt rund 36 km nordöstlich von Gore zwischen den Blue Mountains im Südosten und dem Dusky Forest im Westen. Der nächstliegende etwas größere Ort ist Tapanui, 10 km südlich liegend. Durch Heriot fließt der Heriot Burn, der wenige Kilometer südlich in den Pomahaka River mündet.

## Geschichte
Die Siedlung wurde am 1. April 1884 durch eine Verlängerung der Tapanui Line mit Kelso und damit mit Waipahi und der Main South Line verbunden. Nach einem Hochwasser in Kelso im Jahre 1978 wurde die Bahnstrecke allerdings aufgegeben.

## Wirtschaft
Haupterwerbszweige in der Siedlung sind Viehwirtschaft und Obstbau.